# Carrozzeria Touring

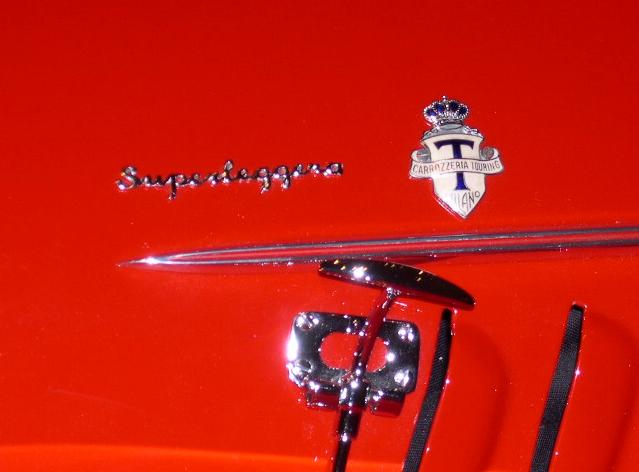
Carrozzeria Touring Superleggera badge op een Alfa Romeo 8C 2900

Carrozzeria Touring was een designbureau en producent van autocarrosserieën uit Milaan, Italië.

## Geschiedenis
Het bedrijf werd opgericht in 1926 en heeft zelfstandig bestaan tot 1965. Het bedrijf is de voortzetting van Carrozzeria Falco, die dat jaar werd overgenomen door de advocaten Felice Bianchi Anderloni en Gaetano Ponzoni. Falco was eigendom van Vittorio Ascari, de broer van Antonio Ascari, de beroemde coureur van Alfa Romeo.
Kenmerkend voor Touring was de lichtgewicht bouwstijl, die onder meer tot uitdrukking kwam in de naam die het bedrijf in 1945 kreeg, Carrozzeria Touring Supperleggera. In het begin bouwde Touring carrosserieën gebruik makend van de lichtgewicht Weymann bouwtechniek, later met de eigen Superleggera buisframe techniek.
Touring heeft auto's gebouwd op basis van chassis van vooral Milanese automerken, zoals Isotta Fraschini en Alfa Romeo.

## Herstart
In 2006 heeft Zeta Europe BV, een Nederlands investeringsbedrijf dat ook het wielenmerk Borrani bezit, de merknaam overgenomen. Het plan bestaat om het merk nieuw leven in te blazen en nieuwe modellen te ontwikkelen.
Door de overname door Zeta is Touring nu een zusterbedrijf van Carrozzeria Granturismo uit Arese.

## Belangrijke modellen
- Alfa Romeo 8C 2300
- Pegaso Z102 (1953)
- Aston Martin DB5 (1964, de originele James Bond auto)
- Lamborghini 350 GT (1965)
- Alfa Romeo GTC